# Coupé (auto)
| Tudor Sedan                                                                              |  | De Luxe Coupé |
| Linke een Tudor Sedan van Ford uit 1940, rechts de De Luxe Coupé variant met korter dak. |  |               |

Een coupé is een carrosserievorm voor een auto. Het is een model auto waarbij het dak korter is en aan de achterzijde een naar beneden aflopende sportieve carrosserievorm heeft. Hierbij is het bestuurders-/passagiersgedeelte in bijna alle gevallen door slechts 2 of 3 portieren te betreden. Twee portieren indien de coupé gemaakt is op de basis van een sedan, drie portieren als de coupé gebaseerd is op een hatchback. Heeft de auto de vorm van een coupé met 4 portieren, dan is het een 4-deurscoupé: een vroeg voorbeeld is de Rover P5 coupé. Een coupé met een inklapbaar stalen dak wordt coupé-cabriolet genoemd. 
Veel modellen die niet gebaseerd zijn op een sedan of andere carrosserievorm hebben een ontwerp waarbij meestal de B-zuil ontbreekt (slechts één raamstijl) en waarvan de C-zuil zeer vloeiend overloopt in de achterkant. Dat type coupé heeft dus geen "kont" waar de achterbak zit: dit wordt een fastback genoemd. Zo kent de Ford Mustang varianten als reguliere coupé en als fastback-coupé. Een goed voorbeeld hiervan is de hier afgebeelde Bentley. Echter, moderne coupés als de Mercedes-Benz CLS hebben wel een (kleine) kont. De CLS zou vroeger als een GT gezien zijn.
Als de coupé van een achterbank voorzien is, heeft deze een beperkte ruimte. In dit geval wordt er weleens gesproken van 2+2, kort voor: twee volwassenen plus twee kinderen.

## Galerij

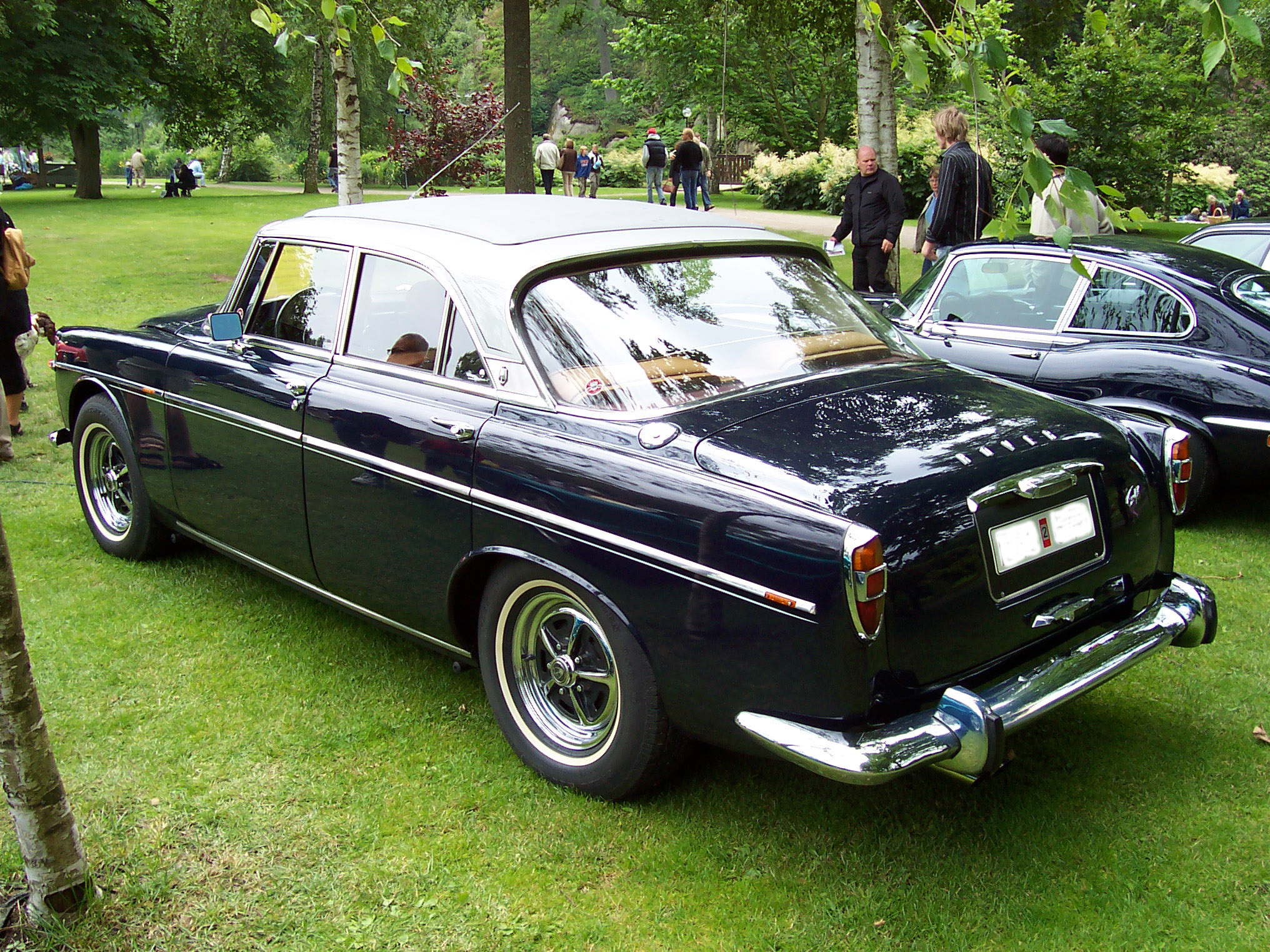
Rover P5 coupé
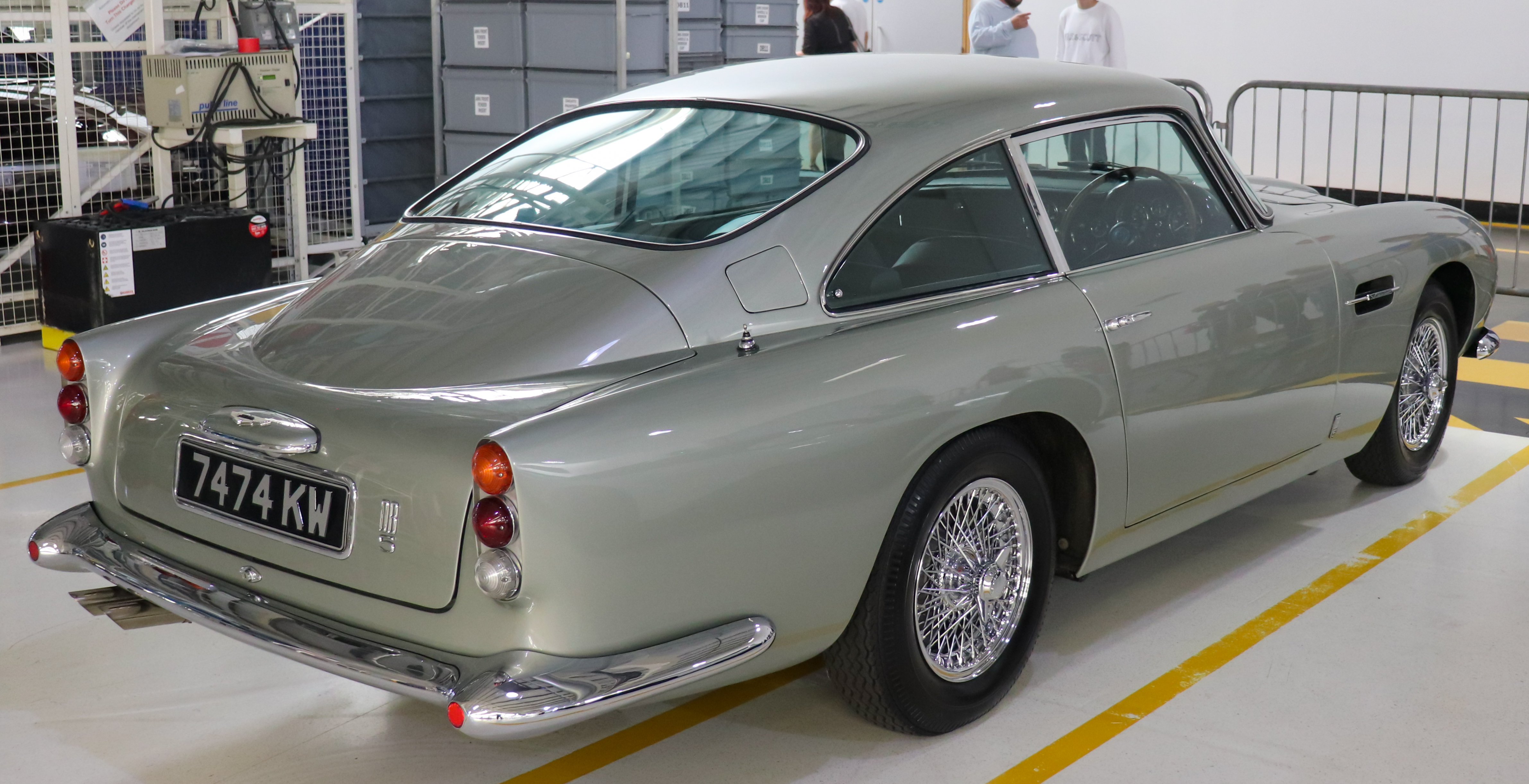
Aston Martin DB5 uit 1964
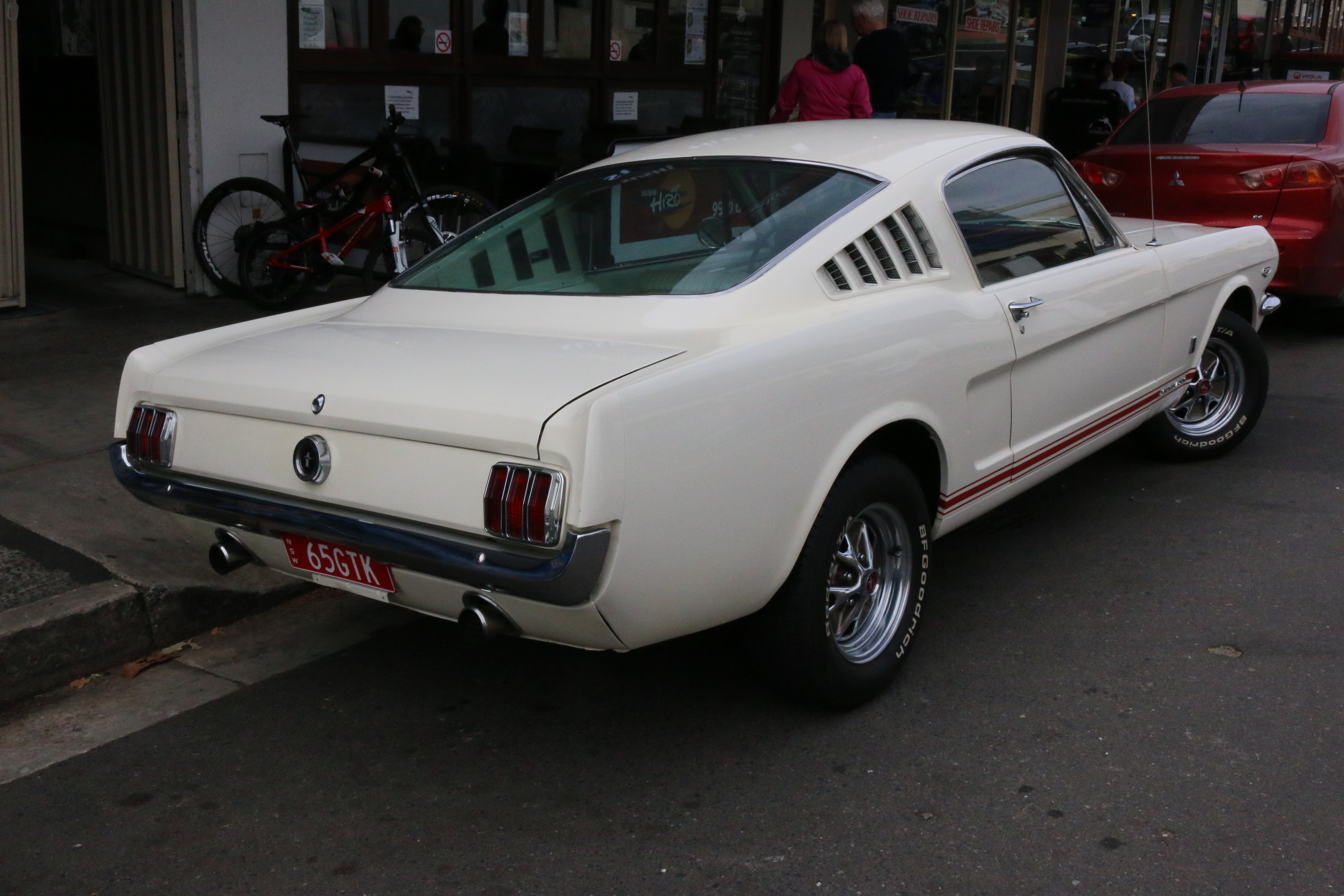
Ford Mustang Fastback uit 1965
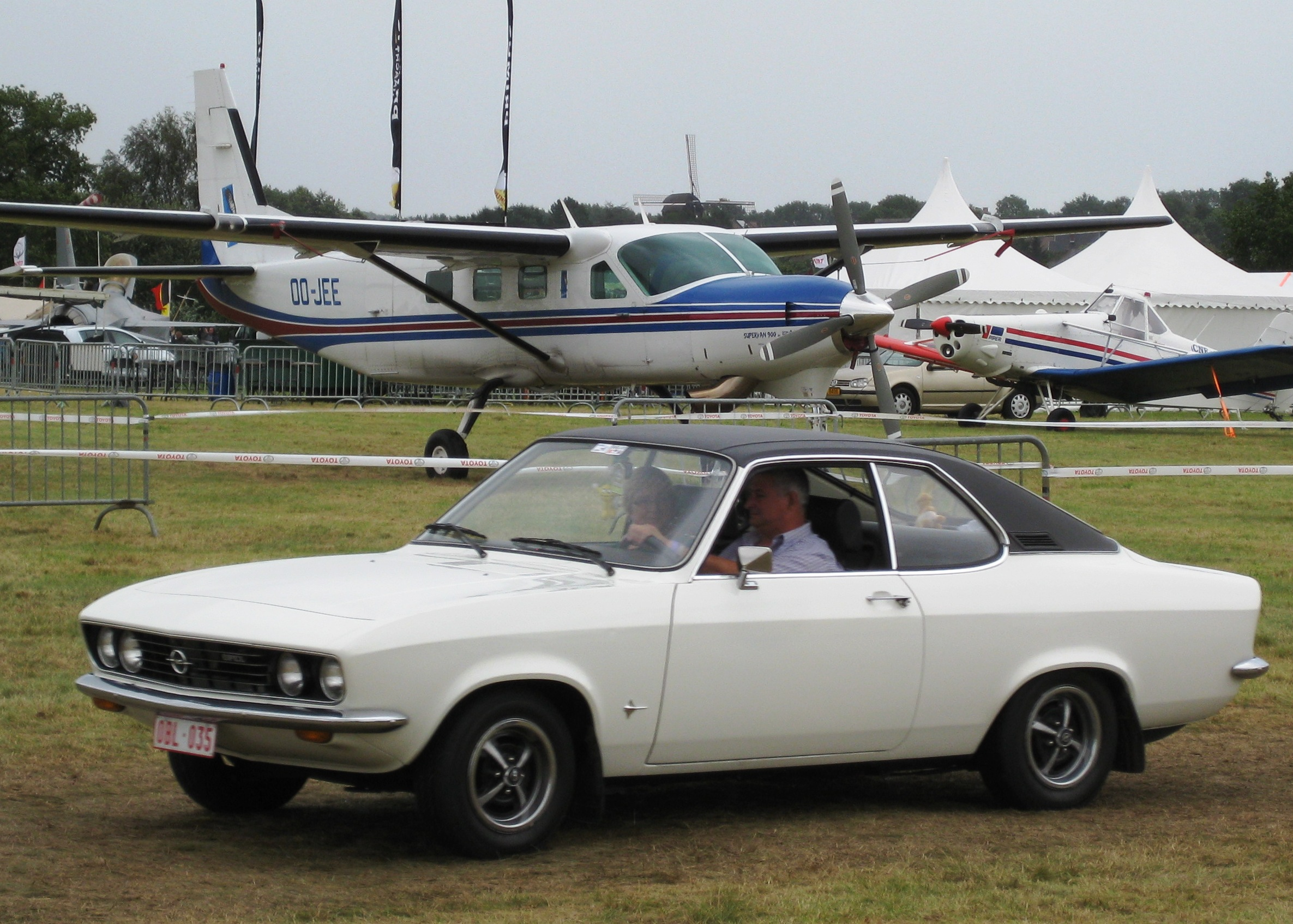
Opel Manta
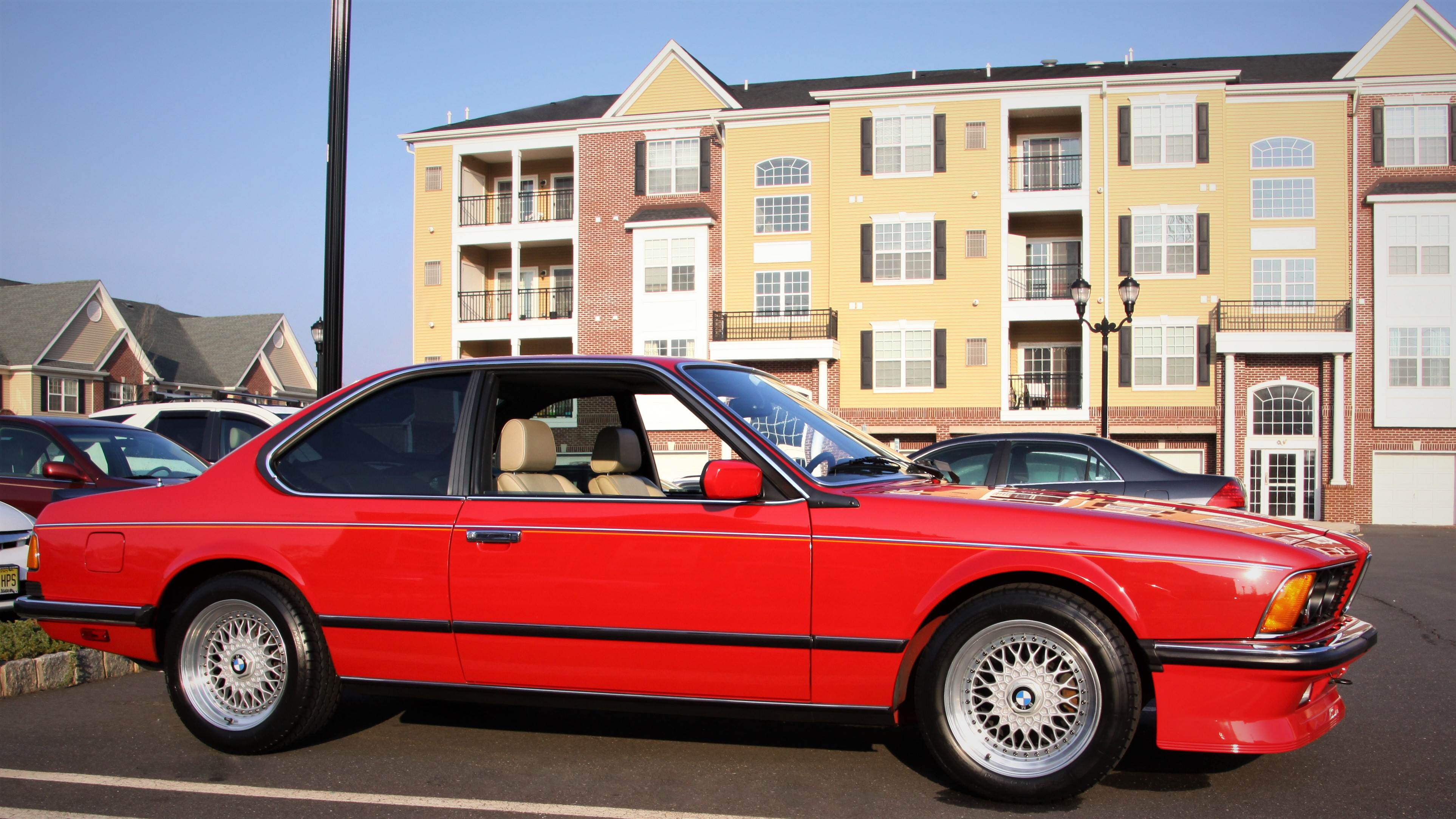
BMW 6-serie uit 1985
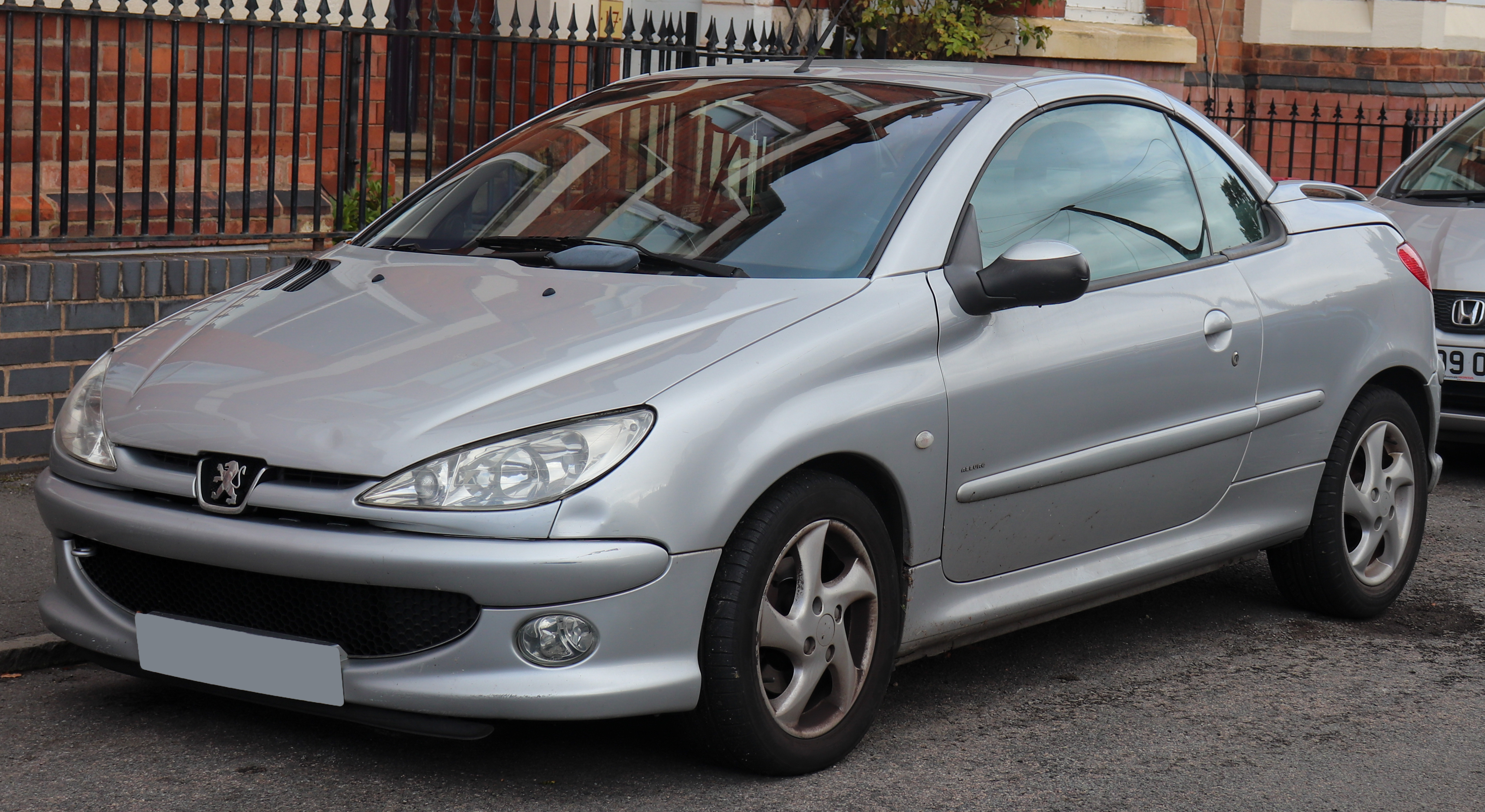
Peugeot 206 CC uit 2004
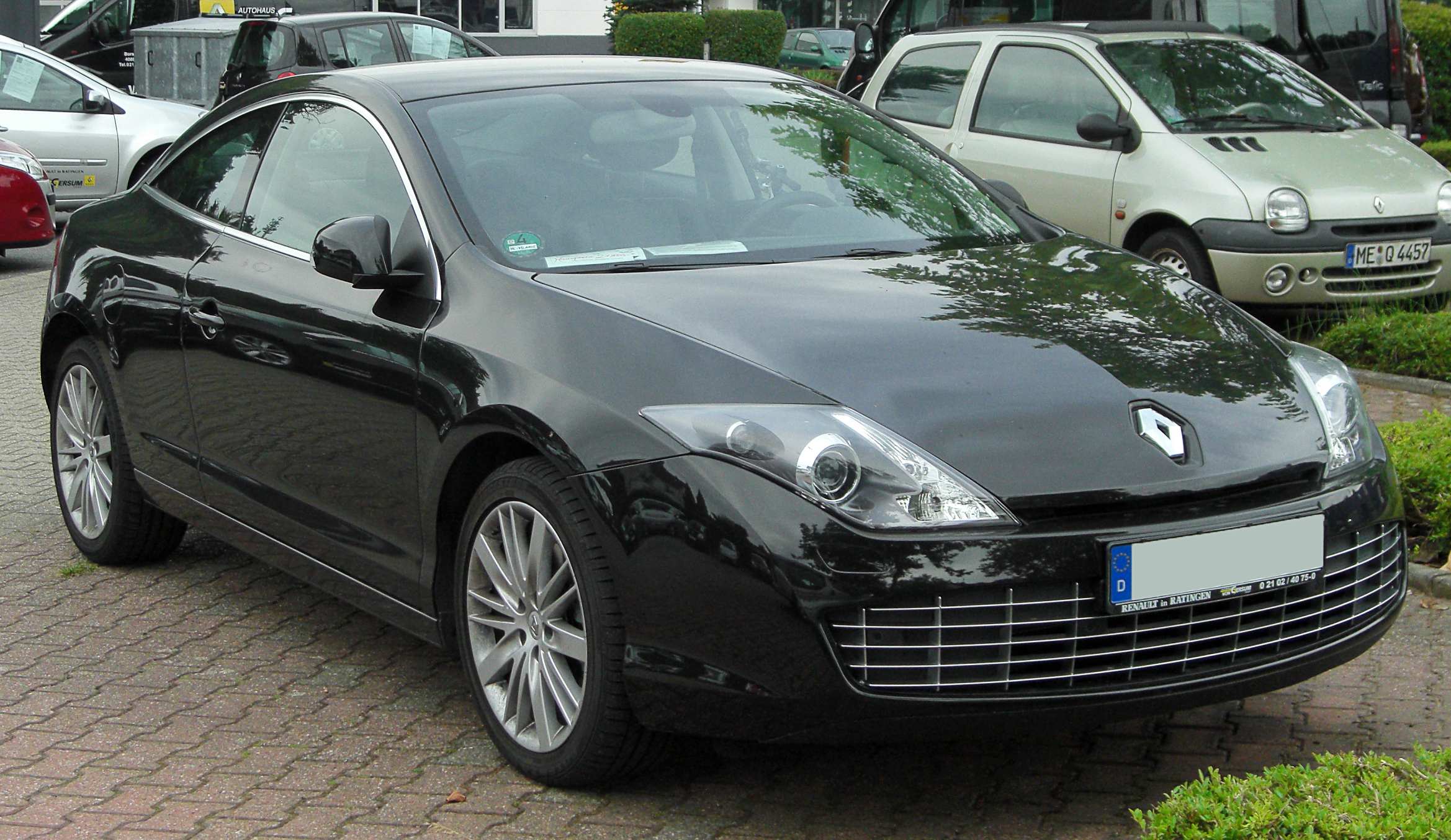
Renault Laguna Coupé uit 2010
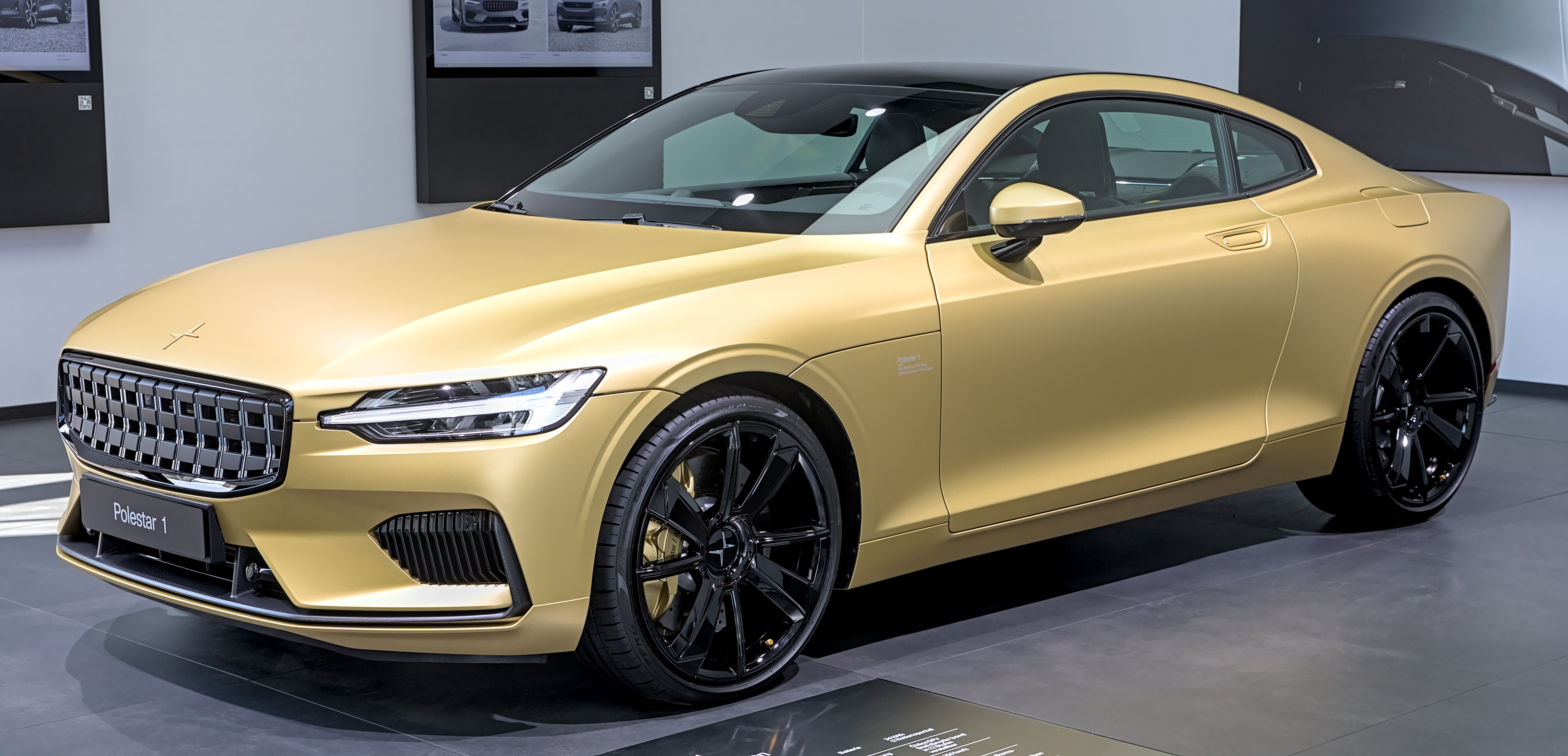
Polestar 1 uit 2021
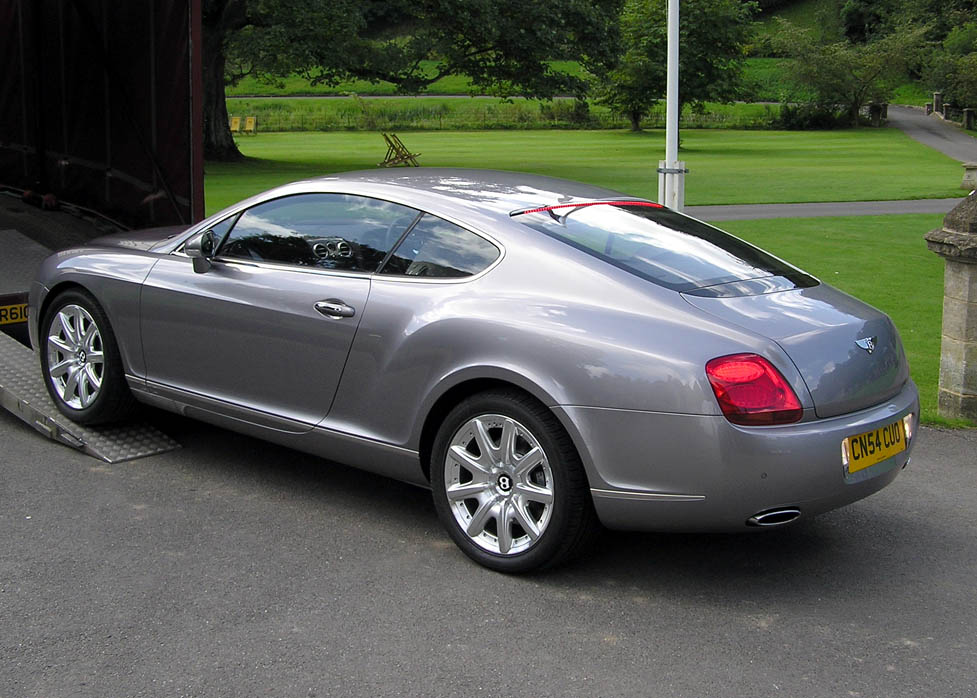
Bentley Continental GT